# Berghülen
Berghülen ist eine Gemeinde im Alb-Donau-Kreis in Baden-Württemberg.
Die Gemeinde bildet mit der Nachbarstadt Blaubeuren eine Vereinbarte Verwaltungsgemeinschaft mit Sitz in Blaubeuren.

## Geografie

### Lage
Berghülen liegt in 664 bis 732 Meter Höhe auf der Schwäbischen Alb etwa 20 Kilometer westlich von Ulm. Die Gemeinde grenzt im Westen und Norden an die Stadt Laichingen bzw. an deren Ortsteile Machtolsheim und Suppingen, im Osten an Blaustein und im Süden an die Stadt Blaubeuren.

### Gemeindegliederung

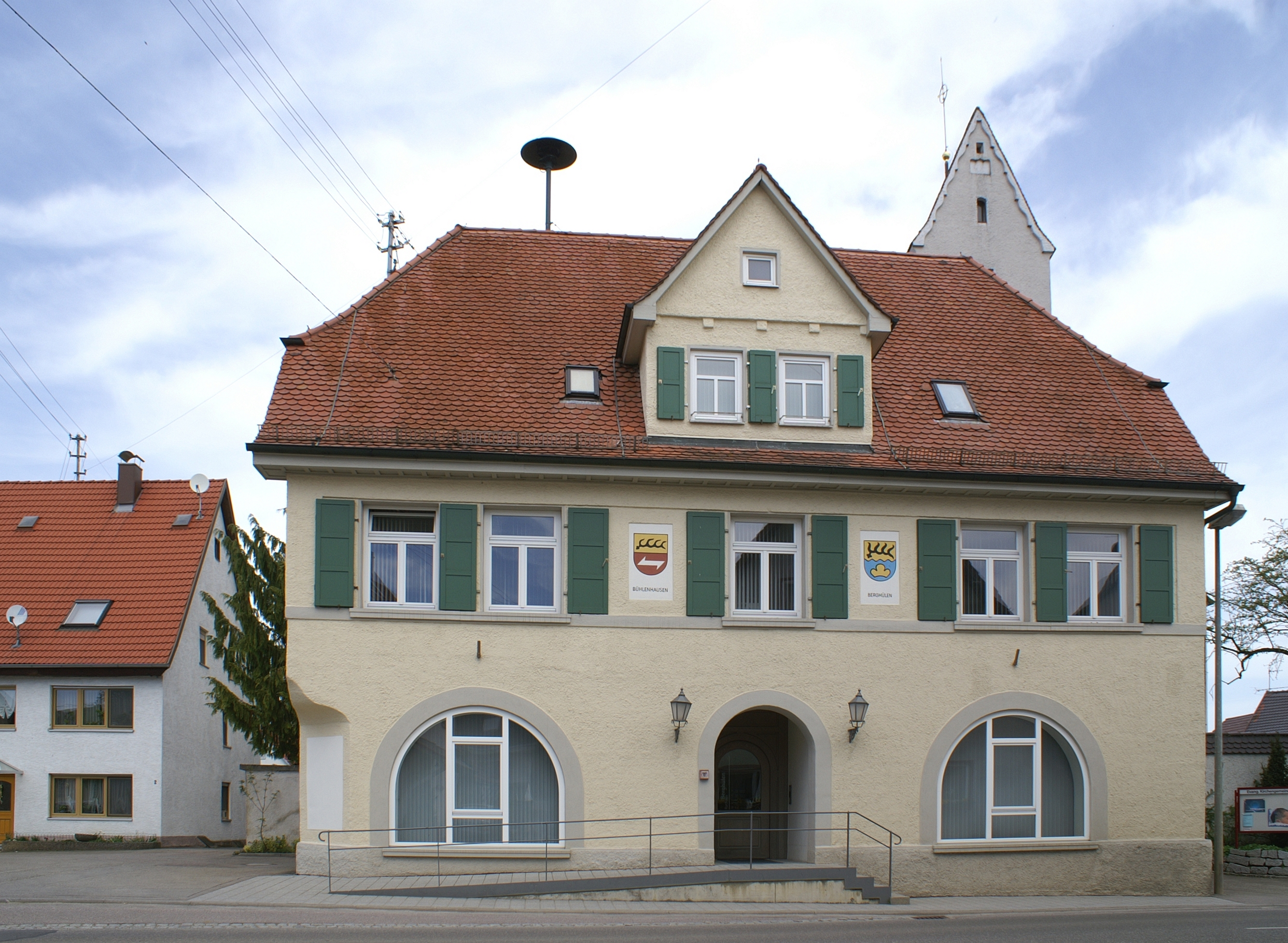
Rathaus in Berghülen

Zur Gemeinde gehören neben dem namengebenden Berghülen die zwei Ortsteile
- Bühlenhausen mit 437 Einwohnern[2], Eingemeindung am 1. Januar 1972[3]
- Treffensbuch mit 83 Einwohnern[2], Eingemeindung ist nicht feststellbar

### Schutzgebiete
Einige Landschaftsteile im Norden und Osten der Gemeinde wurden als Landschaftsschutzgebiet Berghülen ausgewiesen. Die Gemeinde hat zudem einen geringfügigen Anteil am FFH-Gebiet Blau und Kleine Lauter.

## Geschichte

### Überblick
Die geschriebene Geschichte der Gemeinde Berghülen begann mit der ersten urkundlichen Nennung des Teilortes Bühlenhausen in einer Schenkungsurkunde des Klosters Ochsenhausen an das Kloster St. Blasien im Jahr 1100. Berghülen selbst wurde im Jahre 1304 bei der Schenkung von Graf Heinrich von Tübingen an das Kloster Blaubeuren erstmals urkundlich erwähnt. Das Bestehen des Teilortes Treffensbuch wurde aufgrund der Klosterchronik des Blaubeurer Klosters auf die Zeit zwischen 1087 und 1099 angesetzt. 1447 kamen alle Teilorte zusammen mit Blaubeuren an die damalige Grafschaft Württemberg.
Sowohl im Dreißigjährigen Krieg (1618–1648) als auch im Pfälzer Erbfolgekrieg (1688–1697) wurde Berghülen hart mitgenommen und hatte im Pfälzer Erbfolgekrieg besonders unter General Mélac zu leiden. Im Jahre 1763 brannte ein großer Teil des Orts durch Unvorsichtigkeit ab. Eine erneute Brandkatastrophe ereignete sich im Jahre 1840.

### Verwaltungszugehörigkeit
Berghülen gehörte zum altwürttembergischen Amt Blaubeuren. Bei der Umsetzung der neuen Verwaltungsgliederung im 1806 errichteten Königreich Württemberg wurde die Zugehörigkeit Berghülens zum Oberamt Blaubeuren beibehalten. Erst während der NS-Zeit in Württemberg gelangte Berghülen 1938 zum Landkreis Ulm. Nach dem Zweiten Weltkrieg lag der Ort in der Amerikanischen Besatzungszone und somit im 1945 gegründeten Land Württemberg-Baden, das 1952 im jetzigen Bundesland Baden-Württemberg aufging.
Am 1. Januar 1972 wurde die bis dahin selbstständige Gemeinde Bühlenhausen nach Berghülen eingemeindet. Seit der Gebietsreform von 1973 ist Berghülen Teil des Alb-Donau-Kreises.

### Religion
Berghülen ist wegen seiner Zugehörigkeit zu Altwürttemberg seit der Reformation überwiegend evangelisch geprägt und die Kirchengemeinde Teil der Evangelischen Landeskirche in Württemberg. Die evangelische Kirche wurde 1504 anstelle einer alten Kapelle errichtet. Weitere Einzelheiten zur Geschichte der Kirchengemeinde Berghülen sind im entsprechenden Abschnitt beim Kirchenbezirk Blaubeuren erläutert.
Seit 1967 gibt es auch eine römisch-katholische Gemeinde mit der Filialkirche Sankt Laurentius. Sie gehört zur Pfarrei Sankt Brigitta in Suppingen, die heute Teil der Seelsorgeeinheit Laichinger-Alb im Dekanat Ehingen-Ulm ist.

## Politik

### Bürgermeister
Bürgermeister von Berghülen ist seit 1990 Bernd Mangold. Er wurde 1998, 2006 und 2014 wiedergewählt. Am 30. Januar 2022 wurde er im ersten Wahlgang mit 85 Prozent der Stimmen für eine fünfte Amtszeit wiedergewählt.

### Gemeinderat
Der Gemeinderat in Berghülen hat zehn Mitglieder. Die Kommunalwahl am 9. Juni 2024 führte zu folgendem vorläufigen Endergebnis. Der Gemeinderat besteht aus den gewählten ehrenamtlichen Gemeinderäten und dem Bürgermeister als Vorsitzendem. Der Bürgermeister ist im Gemeinderat stimmberechtigt.
| Parteien und Wählergemeinschaften | Parteien und Wählergemeinschaften | % 2024 | Sitze 2024 | % 2019 | Sitze 2019 | Kommunalwahl 2024 %6050403020100 52,0 %48,0 % ULFWGewinne/Verlusteim Vergleich zu 2019 %p 4 2 0 −2 −4+2,8 %p−2,8 %pULFW |
| UL                                | Unabhängige Liste                 | 52,0   | 5          | 49,2   | 5          | Kommunalwahl 2024 %6050403020100 52,0 %48,0 % ULFWGewinne/Verlusteim Vergleich zu 2019 %p 4 2 0 −2 −4+2,8 %p−2,8 %pULFW |
| FL                                | Freie Liste                       | 48,0   | 5          | 50,8   | 5          | Kommunalwahl 2024 %6050403020100 52,0 %48,0 % ULFWGewinne/Verlusteim Vergleich zu 2019 %p 4 2 0 −2 −4+2,8 %p−2,8 %pULFW |
| gesamt                            | gesamt                            | 100,0  | 10         | 100,0  | 10         | Kommunalwahl 2024 %6050403020100 52,0 %48,0 % ULFWGewinne/Verlusteim Vergleich zu 2019 %p 4 2 0 −2 −4+2,8 %p−2,8 %pULFW |
| Wahlbeteiligung                   | Wahlbeteiligung                   | 70,6 % | 70,6 %     | 69,8 % | 69,8 %     | Kommunalwahl 2024 %6050403020100 52,0 %48,0 % ULFWGewinne/Verlusteim Vergleich zu 2019 %p 4 2 0 −2 −4+2,8 %p−2,8 %pULFW |

### Wappen
Die Verleihung des Wappens erfolgte am 17. November 1938 durch den Reichsstatthalter von Württemberg, Wilhelm Murr.
Blasonierung: „In einem durch Wellenschnitt von Gold und Blau geteilten Schild oben eine schwarze Hirschstange, unten ein schwebender goldener Dreiberg.“
In der oberen Schildhälfte erinnert die schwarze württembergische Hirschstange daran, dass Berghülen zusammen mit dem heutigen Ortsteil Bühlenhausen im Jahre 1447 durch Kauf württembergisch geworden ist. Die untere Schildhälfte macht das Wappen „redend“, wobei der Dreiberg für den ersten, der Wellenschnitt und die Farbe Blau für den zweiten Bestandteil des Gemeindenamens (Hüle = Dorfteich, Viehtränke) stehen.

## Wirtschaft und Infrastruktur

### Unternehmen
Größter Arbeitgeber in Berghülen ist der im Ortsteil Bühlenhausen ansässige Fruchtsafthersteller albi.

### Bildung
In Berghülen gibt es eine Grundschule. Weiterführende Schulen stehen in Blaubeuren (Joachim-Hahn-Gymnasium), in Laichingen (Albert-Schweitzer-Gymnasium sowie die Anne Frank Realschule und die Erichkästnerschule), in Gerhausen (Karl-Spohn-Realschule) und im nahen Ulm zur Verfügung.

## Kultur und Sehenswürdigkeiten

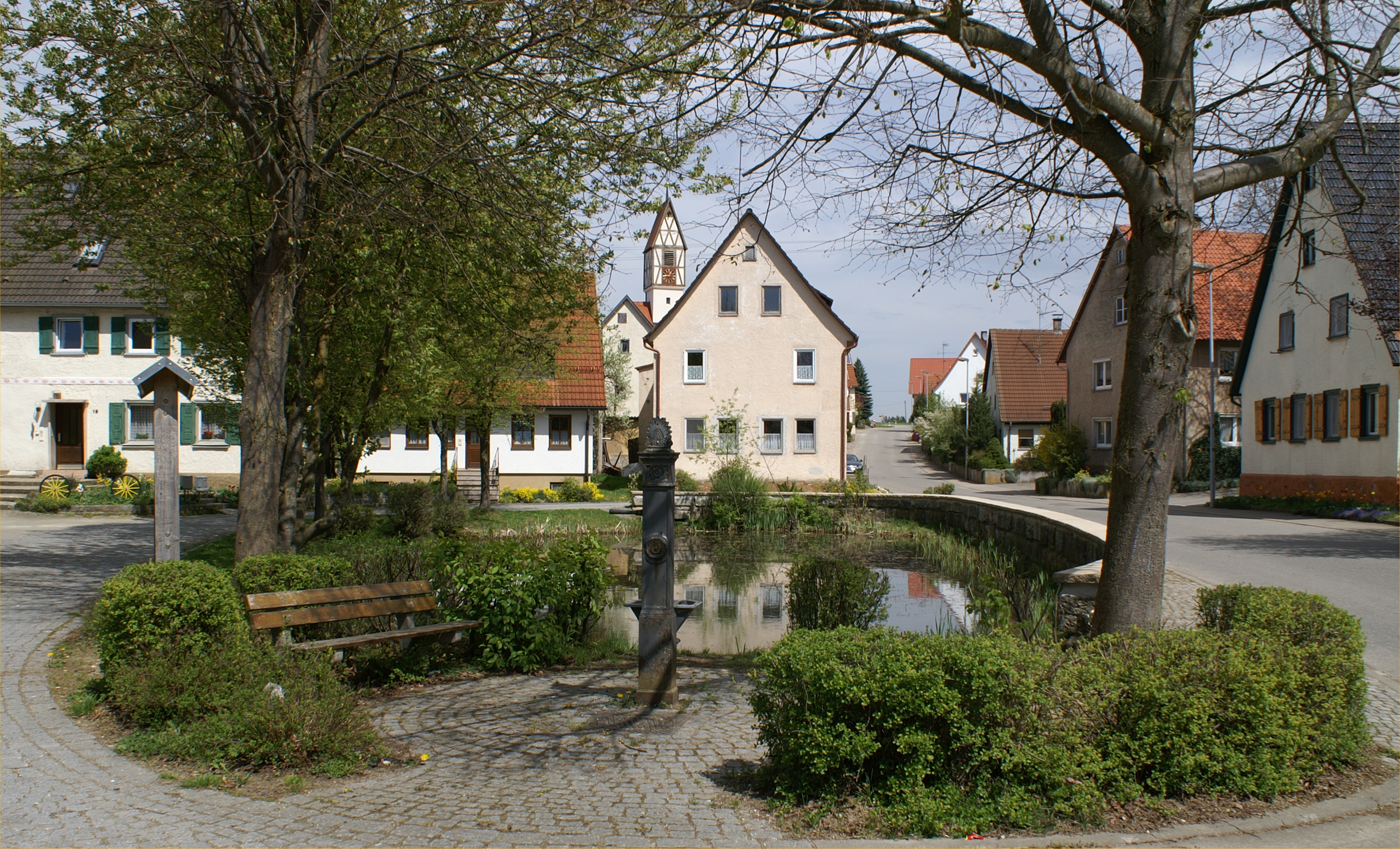
Ortsmitte von Bühlenhausen mit der Hüle

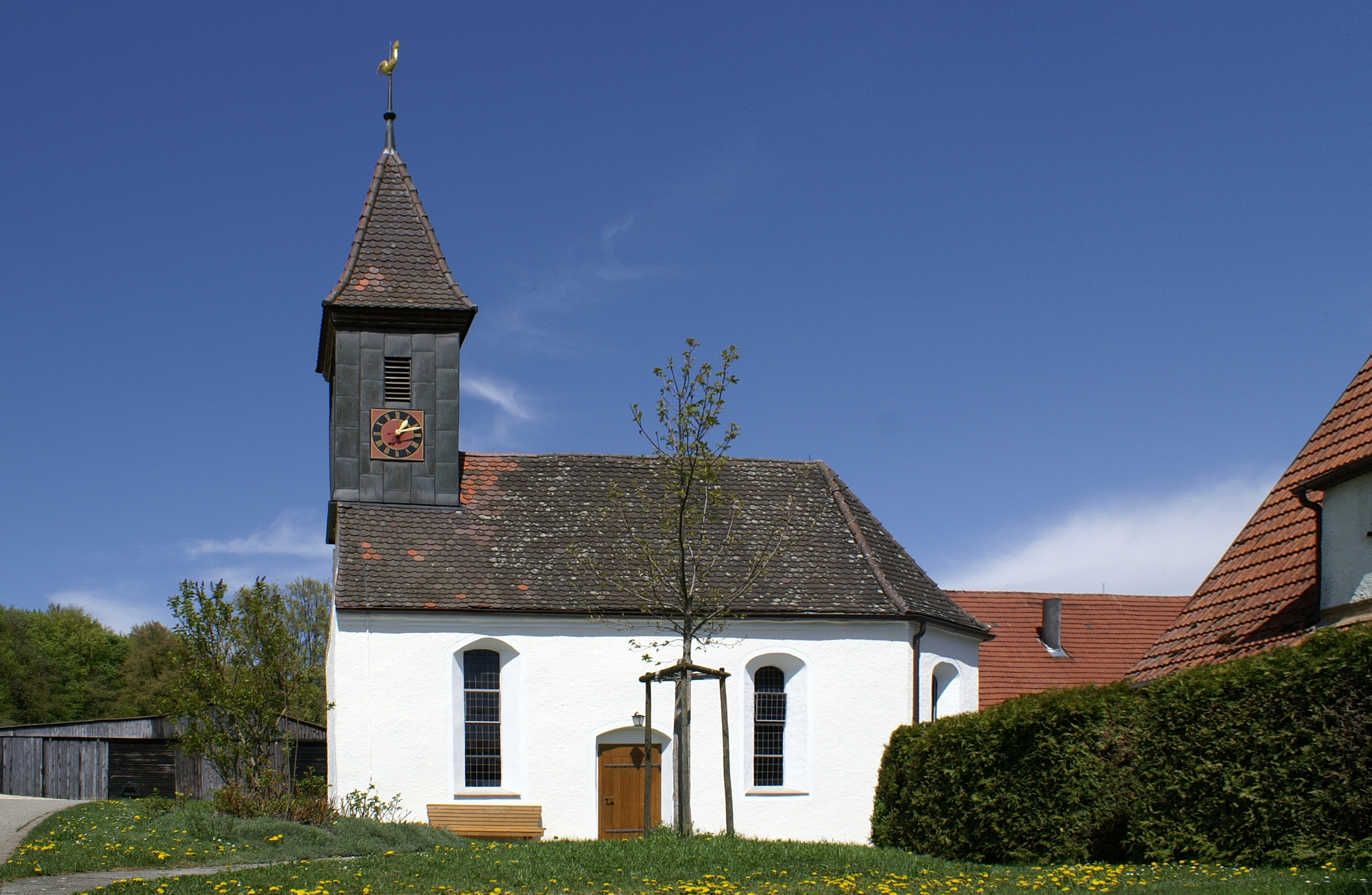
Die Kirche in der Ortsmitte von Treffensbuch

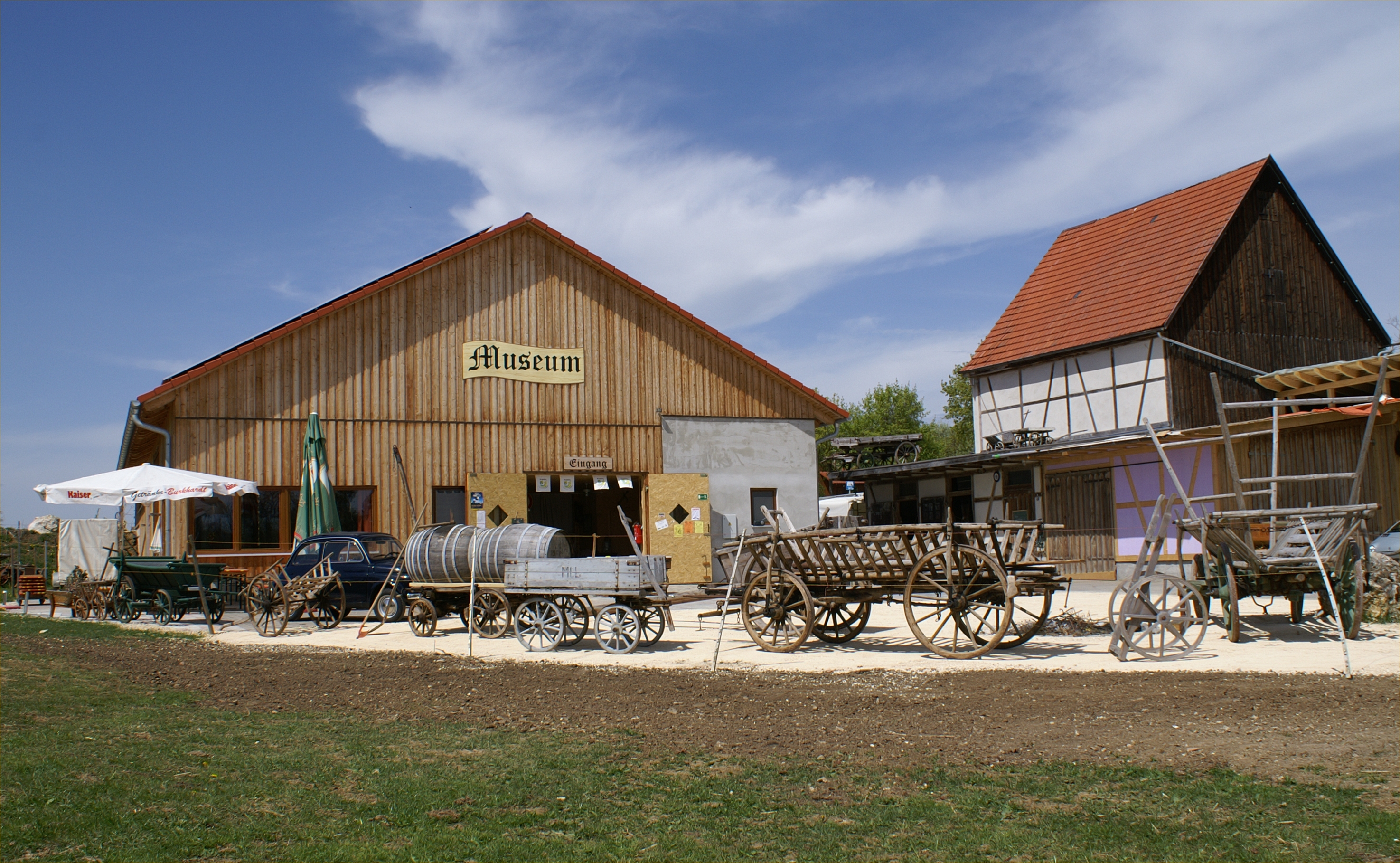
Kutschenmuseum in Bühlenhausen

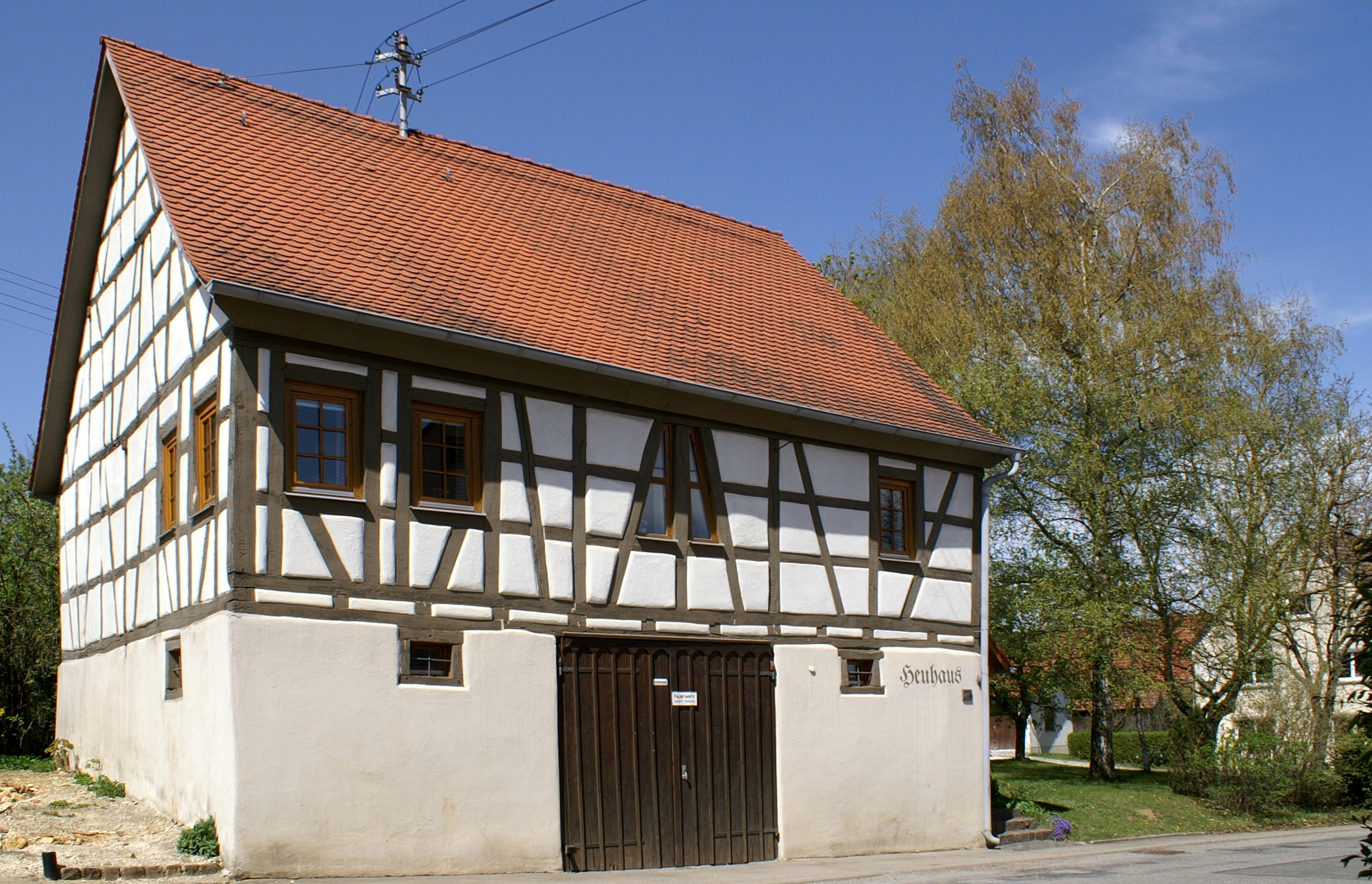
Das Heuhaus in Bühlenhausen

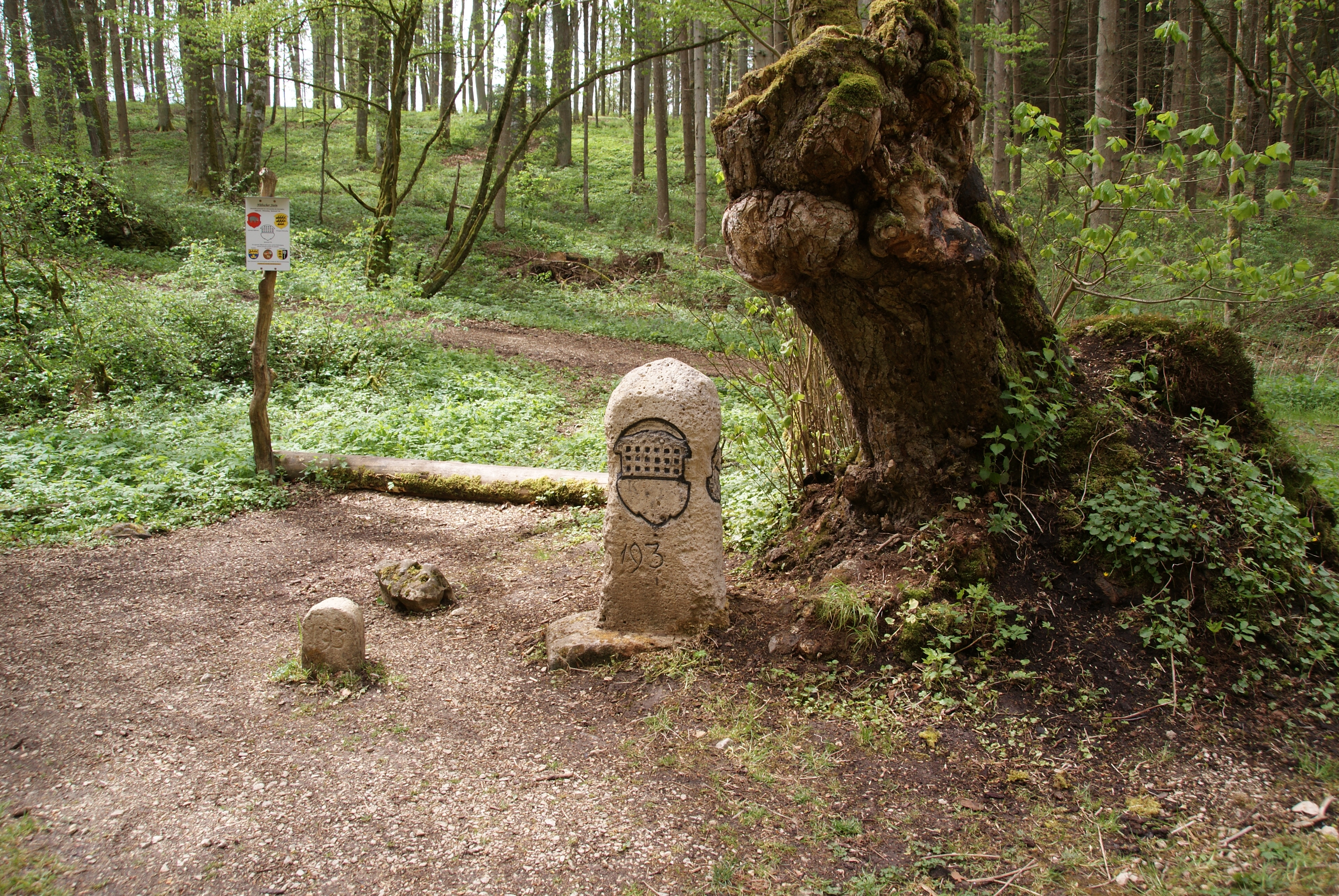
Hübscher Stein

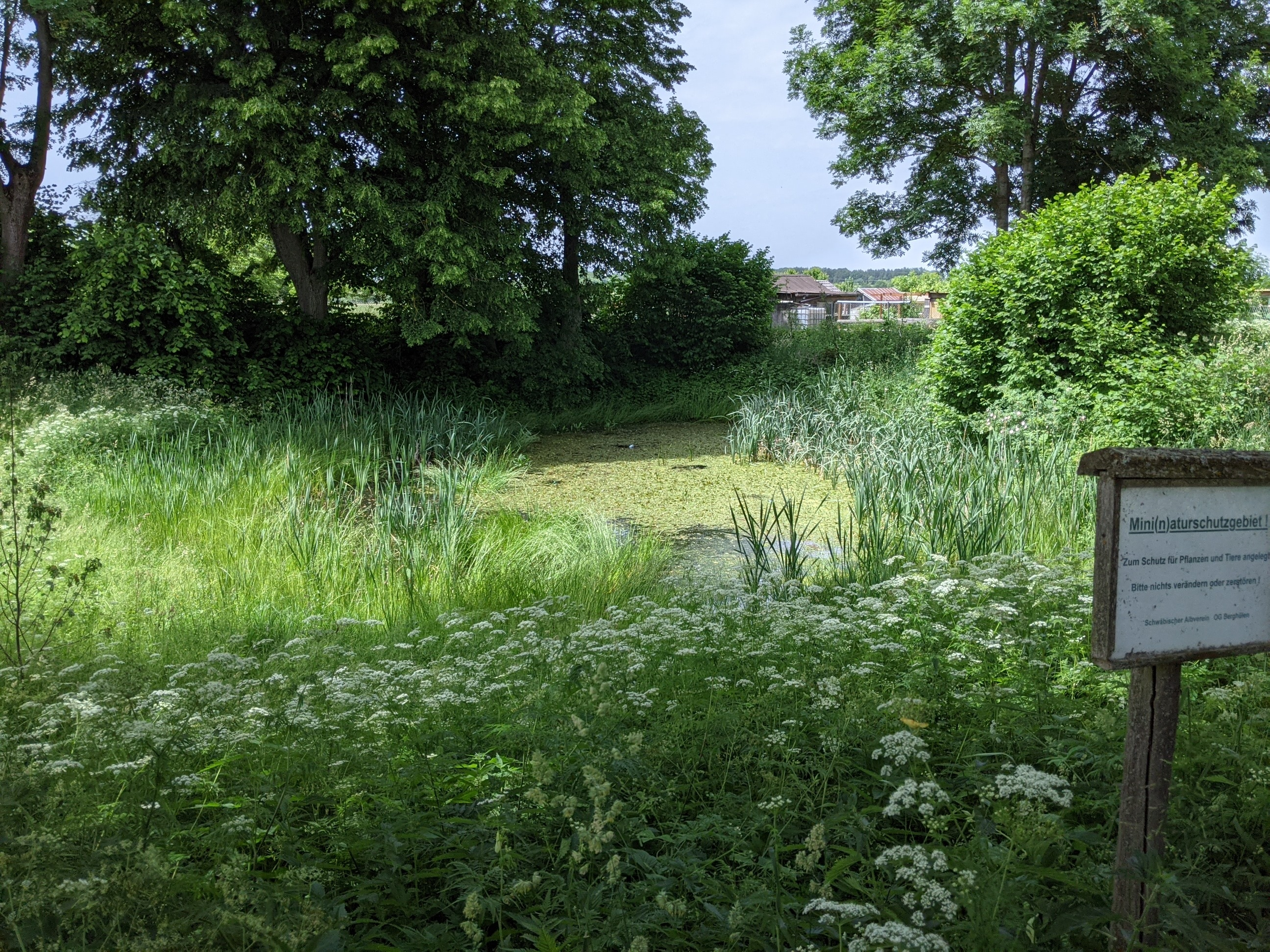
Oberweiler Hüle bei Berghülen

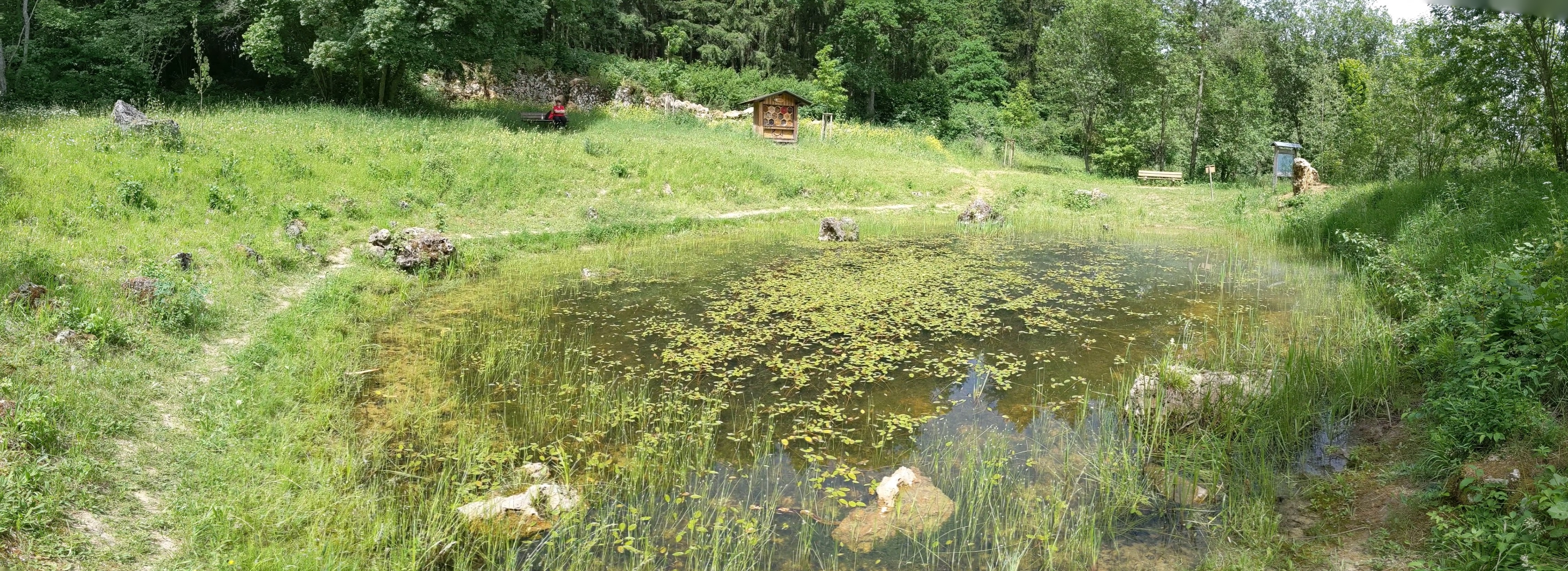
Haldenhüle nördlich Berghülen

### Museen
- Kutschenmuseum in Bühlenhausen: das Museum zeigte mehr als 100 Kutschen und Wagen aus den letzten zwei Jahrhunderten.[9] 2025 schloss das Museum dauerhaft.

### Sehenswürdigkeiten und Kulturdenkmale
- „Hübscher Stein“ (schwäbisch: „hibschr Schdoi“) in einem Tal östlich von Treffensbuch: ehemaliger Grenzstein zwischen den Herrschaftsgebieten von Ulm, Helfenstein und Württemberg[10]
- Hüle in Bühlenhausen: sie stellt eine der letzten erhaltenen Hülen auf der Schwäbischen Alb dar[10]
- Hülenpfad um die Gemeinde Berghülen[11]
- Heuhaus in Bühlenhausen
- Johann Matthäus Schmahls Rokoko-Orgel in der evangelischen St.-Laurentius-Kirche gehört zu den wenigen original (hier: erweitert) erhaltenen Instrumenten des 18. Jahrhunderts in der Orgellandschaft Oberschwaben.[12][13]

### Regelmäßige Veranstaltungen

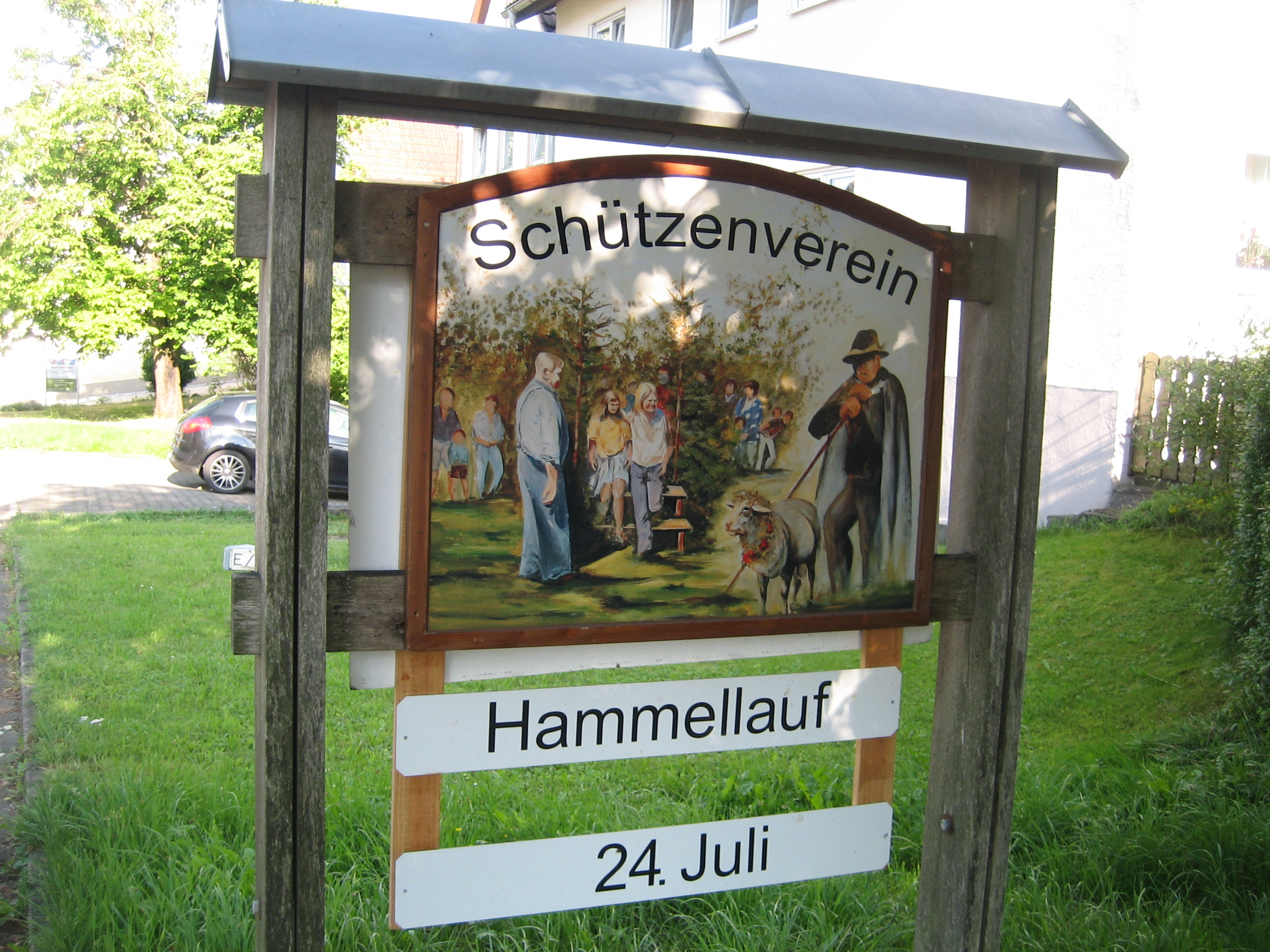
Berghülen (Alb-Donau-Kreis) Tafel Schäferlauf

- Alljährlich findet das Maifest in Berghülen statt, das vom Bewirtungsverein Berghülen veranstaltet wird. Es wird am ersten Wochenende im Mai mit dem Mairock, einer  Konzertveranstaltung, auf der Gruppen aus der Rockszene, wie Thomas D, Subway to Sally, Molotov, Donots oder Die Happy auftreten, begonnen.[14] 2011 feiert der Mairock sein 20. Jubiläum. Der zweite Festabend wird mit Tanzmusik gefeiert.
- Im August findet alljährlich der traditionelle Hammellauf des Schützenverein Berghülen 1923 e. V. statt. Dabei wird ein Hammel an die Teilnehmer verlost. Der Tag vor dem Hammellauf wird mit einem Kabarettabend im Festzelt gefeiert.
- Der Württembergische Christusbund, Ortsverband Berghülen, veranstaltet jährlich ein großes Seifenkistenrennen am Ortsausgang Blaubeurer Straße. Die schnellsten Kisten und der kreativste Eigenbau werden prämiert.[15]
- Alljährlich im Dezember findet der Berghüler Adventsabend statt. Der Erlös aus dem Verkauf von Glühwein, nichtalkoholischen Getränken und Vesper wird einem gemeinnützigen Zweck der Gemeinde zur Verfügung gestellt und ist somit als nichtkommerzielle Veranstaltung anzusehen.
- Alle 2 Jahre wird der Gewerbetag von der Gewerbevereinigung Berghülen im Gewerbegebiet veranstaltet. Hier stellen sämtliche Mitgliedsbetriebe der Bevölkerung bei einem Tag der offenen Tür ihre Produkte und Dienstleistungen vor. Der „Gewerbetag“ wird schon jahrelang erfolgreich durchgeführt und findet bei den Bürgern von Berghülen und auch bei umliegenden Gemeinden und Städten guten Anklang und Anerkennung.
- Alle 3 Jahre findet in Berghülen das Brunnenfest statt, das der Schwäbische Albverein Berghülen organisiert.

## Vereine

### Sport
Der größte Sportverein in der Gemeinde ist der Turn- und Sportverein 1931 e. V. Er wurde am 7. November 1931 gegründet und umfasst knapp 800 Mitglieder in sieben Abteilungen. Diese sind: Volleyball, Fußball, Schach, Ski, Tennis, Tischtennis und Turnen.
Daneben besteht noch ein weiterer Sportverein, der Schützenverein Berghülen 1923 e. V.

### Weitere Vereine
Es bestehen folgende weitere Vereine und Vereinigungen: BUND (Bund für Umwelt und Naturschutz Deutschland), Freiwillige Feuerwehr, Gesangverein, Gewerbevereinigung, Homöopathischer Verein, Jugendclub „Häusle“, Kultur im Dorf, Landfrauen, Landjugend, Landwirtschaftliche Ortsvereine, Posaunenchor, Schwäbischer Albverein, Treffensbucher Initiative, VdK (Sozialverband VdK Deutschland).

## Verkehr
Im Rahmen der am 11. Dezember 2022 eröffneten Schnellfahrstrecke Wendlingen–Ulm ging auch der Bahnhof Merklingen – Schwäbische Alb in Betrieb, an dessen Kosten sich Berghülen finanziell beteiligte.

## Söhne und Töchter der Gemeinde
- Hans Rösch (sen) (* unbekannt), Gründer der Albi-Fruchtsäfte
- Gottlieb Schäfer (* um 1910, gefallen um 1940), Bildhauer, Schöpfer der beiden Steinplastiken am ehemaligen Proviantamt und vielleicht der Plastik an der Remonte in Aalen, sowie eines Reliefs an der Landeskreditanstalt in Stuttgart. Die Werke entstanden Ende der 1930er Jahre.